# Carla Christine Nielsine Andersen-Jensen
Karla Nielsine Kristine Andersen (født 13. februar 1893, død 14. marts 1980) var en dansk kvinde, der overlevede Titanic-forliset i 1912.
Hun inspirerede James Cameron til figuren Rose i hans film fra 1997 om Titanic-forliset, særlig Roses optræden i filmens slutning som gammel kvinde klædt i natkjole.

## Biografi

### Tidligt liv
Karla Nielsine Kristine Andersen blev født udenfor ægteskab i Sankt Hans sogn i Odense by som barn af ugift Karen Sophie Andersen og udlagt barnefader Niels Peter Hansen. Hendes mor giftede sig senere med slagtermester Hans Christian Jensen, og parret fik flere børn, som fik efternavnet Jensen, mens Karla beholdt sit fødenavn, der også var sin mors pigenavn.
Karla arbejdede som tjenestepige i Eskildstrup ved Odense, hvor stedfaren Hans Christian Jensen var slagtermester.

### Om bord påTitanic
Andersen fik sin mors og sin stedfars tilladelse til at rejse til Amerika og bosætte sig i Portland. Hendes stedfar betalte rejsen. Hun rejste sammen med stedfarens bror, Niels Peder Jensen ("Rasmus"), sin lillebror, Svend Laurits Jensen, og sin forlovede, Hans Peder Jensen. De rejste i håb om en bedre fremtid. De rejste gennem Esbjerg og London til Southampton, hvor de gik ombord på Titanic.
| Citat | Jeg delte kahyt med tre andre unge piger, to engelske og en svensk. Vi gik tidligt til ro den 14. april fordi 3. klasses passagerer skulle forlade dække senest kl. 22. Vi vågnede ved et bump efter en halv time, men faldt hurtigt i søvn igen. Kl. 0.30 blev der banket på døren, og min onkel sagde: "Du må hellere tage en frakke på og komme op på dækket"...så jeg tog min frakke uden på min natkjole og gik på dækket. Vi havde ramt et isbjerg, der var musik i første klasses salonen. Der var ingen panik, selv ikke da redningsbådene blev sænket, ingen havde travlt med at komme ned i dem, kvinder og børn kom i bådene først. Da vi var kommet i vandet og et godt stykke væk fra Titanic, kunne vi høre orkesteret stadig spillede. En sagde, det var salmen Nearer My God to Thee. Jeg kendte den ikke, da det er en engelsk salme. Der var 6 besætningsmedlemmer til at ro redningsbåden. Havet var helt blikstille, som et spejl. Vi var omringet af andre redningsbåde, og der var mange isbjerge rundt om os. Katastrofen skete. Før nogen forventede det. Med rædsel hørte vi et ubeskriveligt brag, og skrig fra 1.000 stemmer komme fra dette gigantiske skib, det delte sig i to, hævede sig mod himlen og forsvandt. Vi sad som forstenede og så det hele ske, hvad der var værre end skrigene var denne stilhed bagefter, det var forfærdeligt. | Citat |
|       | |       |

Carla rejste på tredje klasse og kom i en af de sidste redningsbåde (båd 16). Da hun var kommet i båden sagde hendes onkel: "Nu kan du vente her, indtil vi kommer".
"Overalt var der mennesker, der hastede op mod dækket. Jeg så ingen skræk i deres ansigter, hvorfor egentlig også? Vi havde jo alle sammen fået at vide, at Titanic ikke kunne synke."
Som de fleste på tredje klasse fik Karla plads i en af de sidste redningsbåde. Mændene, hun rejste med, lavede sjov med hende med at sige, at hun nok nåede hurtigere til New York hurtigere end dem.
Andersen gav et utal af interviews til aviser, ugeblade og radio gennem hele sit liv.
Andersen fastholdt hele sit liv, at skibet var sunket med næsen helt i vand og knækket som resultat deraf. Vandet nåede omtrent til den første skorsten, og skibet hældede til den ene side.
Andersen og førsteklassepassageren Jack Thayer hævdede altid, at Titanic delte sig i to, inden det sank, mens andenstyrmand Lightoller, tredjestyrmand Pitman og flere passagerer var sikre på, at skibet sank i ét stykke. At skibet ikke knækkede, var længe den accepterede version.
Først i 1985, da vraget blev lokaliseret på 3.800 meters dyb, kunne det fastslås, at Andersen havde haft ret - også i, at skibet delte sig i to allerede ved overfladen.

### Redningen
Andersen og de andre overlevende blev samlet op af skibet RMS Carpathia.
| Citat | Der blev taget godt imod os, vi fik tæpper, mad og noget varmt at drikke, men timerne ombord var frygtelige, nogen kvinder sad bare og stirrede tomt ud i luften, andre vandrede hvileløst rundt og råbte deres mands navn, nogle lå bare og græd. | Citat |
|       | |       |

Hun modtog $200 fra Kvindernes hjælpekomité. Fra sygehuset i New York sendte hun et telegram hjem om, at hun var i live, men ikke de andre. Hun fik til svar: "Kom straks hjem". White Star Line gav hende billet til anden klasse på Adriatic til Liverpool. Hun var tilbage i Eskildstrup den 13. maj 1912 og rejste aldrig siden ud af Danmark.
Andersen talte kun sjældent med sine nærmeste omkring ulykken den nat. Hun giftede sig i 1913 med Frederik Pedersen, som var husmand ved Sønder Nærå på Fyn. Sammen fik de tre børn: Laurits, Ellen og Bente. Nogle år efter Frederiks død flyttede Carla på plejehjem i Ferritslev på Fyn. Hun døde fredag den 14. marts 1980 og blev begravet i den natkjole, som hun havde på, da Titanic sank. Hun og Frederik er begravet på Sønder Nærå Valgmenigheds kirkegård, Odense Amt.
Hendes oldebarn, Gitte Olsen, har skrevet en roman bygget på sin oldemors oplevelse.